# Alysiasta udaegae
Alysiasta udaegae är en stekelart som beskrevs av Sergey A. Belokobylskij 1998. Alysiasta udaegae ingår i släktet Alysiasta och familjen bracksteklar. Inga underarter finns listade i Catalogue of Life.